# Atractus macondo
Atractus macondo — вид змій родини полозових (Colubridae). Ендемік Колумбії.

## Поширення і екологія
Atractus macondo відомі з типової місцевості, розташованої в Національному парку Ісла-де-Саламанка в муніципалітеті Сітьонуево на півночі департаменту Магдалена. Вони живуть в мангрових лісах.